# Lettera di una sconosciuta (Zweig)
Lettera di una sconosciuta (Brief einer Unbekannten) è un racconto dello scrittore austriaco Stefan Zweig pubblicato nel 1922 in tedesco e tradotto per la prima volta in lingua italiana nel 1932.

## Trama
R., un famoso scrittore viennese, di ritorno da un viaggio di tre giorni in montagna, nel giorno del suo quarantunesimo compleanno riceve una lunga lettera priva dell'indirizzo del mittente. Nella lettera una donna che non rivela il suo nome descrive la propria vita, che è stata segnata dall'amore non corrisposto per lo scrittore destinatario. Da adolescente la sconosciuta ha vissuto con la madre, una povera vedova, in un piccolo appartamento di Vienna. Quando la sconosciuta ha 13 anni, i vicini di casa si trasferiscono altrove e il loro appartamento viene occupato dallo scrittore. La fanciulla inizialmente ammira i libri e gli oggetti raffinati trasportati nell'appartamento; si innamora immediatamente dello scrittore, già famoso: comincia a osservarlo di nascosto; nota che lo scrittore riceve a casa propria numerose donne giovani ed eleganti.
La madre della sconosciuta sposa un viennese benestante e la nuova famiglia si trasferisce a Innsbruck. Nella nuova città la ragazza non smette di pensare allo scrittore. A 18 anni la sconosciuta lascia Innsbruck per ritornare a Vienna, e scopre che lo scrittore abita ancora allo stesso indirizzo. Riesce a incontrare lo scrittore, il quale però non la riconosce, e trascorre tre notti con lui. La ragazza, rimasta incinta dello scrittore, perde il lavoro e partorisce un bambino in un ospedale per poveri, giurando che lo farà crescere nelle migliori condizioni economiche possibili. Esce pertanto con uomini ricchi alcuni dei quali si innamorano di lei; ma rifiuta proposte di matrimonio, perché ama ancora un uomo che non si è mai ricordato di lei.
Cresce da sola un figlio della cui esistenza il padre non ha mai avuto sospetti. Alcuni anni più tardi lo incontra nuovamente, trascorre la notte con lui, ma lo scrittore ancora una volta non la riconosce, anzi le dà del danaro avendola scambiata evidentemente per una prostituta. La sconosciuta scrive che il giorno prima suo figlio è morto di influenza, che lei stessa ha probabilmente la malattia "che in questi giorni si insinua di casa in casa", e che, se lui sta adesso leggendo la lettera, significa che anche lei nel frattempo è morta, e lui "non dovrà più dare risposte".

## Edizioni
- Stefan Zweig, Der Brief einer Unbekannten. In Hanns Martin Elster (ed.), Deutsche Dichterhandschriften, Vol. 13, Dresden: Lehmannsche Verlagsbuchh, 1922

### Edizioni italiane
- Lettera d'una sconosciuta. Leporella, traduzione di Berta Burgio Ahrens, Collezione Narratori nordici n.17, Milano, Sperling & Kupfer, 1932.
- Lettera di una sconosciuta, traduzione di Ada Vigliani, Collezione Piccola Biblioteca n.592, Milano, Adelphi, 2009, ISBN 978-88-459-2446-0.
- Lettera di una sconosciuta, traduzione di Chicca Galli, Collana I grandi libri, Milano, Garzanti, 2014, ISBN 978-88-118-1029-2.

## Adattamenti
- Solo una notte (Only Yesterday), film statunitense del 1933, diretto da John M. Stahl
- Valkoiset ruusut, film finlandese del 1943, diretto da Hannu Leminen
- Lettera da una sconosciuta (Letter from an Unknown Woman), film statunitense del 1948 diretto da Max Ophüls
- Etsi esvyse i zoi mou, Έτσι έσβυσε η ζωή μου, film greco del 1952, diretto da Christos Spentzos
- Feliz año, amor mío, film messicano del 1957, diretto da Tullio Demicheli
- Ressalah min emraa maghoula, رسالة من إمرأة مجهولة, film egiziano del 1963, diretto da Salah Abouseif
- Moleuneun yeoinui pyeonji, 剧情, film sudcoreano del 1969, diretto da Eung-cheon Kim
- Lettre d'une inconnue, film francese per la televisione del 2001 diretto da Jacques Deray
- Lettera di una sconosciuta, 一個陌生人的來信, Yi ge mosheng nüren de laixin, film cinese del 2004 diretto da Xu Jinglei, unica versione diretta da una donna